# Cortes de Sevilla
Cortes de Sevilla es la denominación historiográfica de las reuniones de las Cortes de Castilla que tuvieron lugar en la ciudad de Sevilla, a partir de las convocadas por Fernando III el Santo en 1250, tras la toma de esa ciudad en 1248, "con asistencia de D. Alfonso, primogénito del Rey, del Infante D. Alfonso, de otros personajes, varios prelados, maestres de las órdenes, ricos hombres, caballeros y hombres buenos de Castilla y León", por lo que Manuel Colmeiro deduce que esas Cortes de Sevilla de 1250 representan la primera convocatoria a Cortes de los tres brazos o estamentos (eclesiástico, nobiliario y común), además de ser la primera conjunta para los reinos de Castilla y León.
En el reinado siguiente, la especial vinculación de Alfonso X el Sabio con la ciudad de Sevilla hizo que se convocaran dos veces en esta ciudad:
- Cortes de Sevilla de 1260
- Cortes de Sevilla de 1281

Lo mismo ocurrió al comienzo del reinado de Sancho IV de Castilla, hijo y rival de Alfonso:
- Cortes de Sevilla de 1284
- Cortes de Sevilla de 1285

Otro rey muy vinculado a la ciudad fue Pedro I el Cruel, que convocó las
- Cortes de Sevilla de 1362

Por último, en el reinado de Isabel la Católica se realizaron las últimas dos convocatorias de Cortes que han tenido lugar en Sevilla:
- Cortes de Sevilla de 1499
- Cortes de Sevilla de 1501

La presencia institucional en Sevilla durante la Guerra de Independencia española no llevó a la convocatoria de cortes en esta ciudad, sino en Cádiz (Cortes de Cádiz), circunstancia que se repitió al final del Trienio Liberal (1823).
- Datos: Q17186604